# Erdősmecske
Erdősmecske (ehemals Rácmecske, deutsch Metschge) ist eine ungarische Gemeinde im Kreis Pécsvárad im Komitat Baranya.

## Geografische Lage
Erdősmecske liegt gut sieben Kilometer nordöstlich der Kreisstadt Pécsvárad. Nachbargemeinden sind Apátvarasd, Lovászhetény und Feked.

## Sehenswürdigkeiten
- Nepomuki-Szent-János-Statue, erschaffen 1808
- Kalvarienberg
- Römisch-katholische Kirche Kisboldogasszony, erbaut 1813
  - Szent-Pál-Statue, an der röm.-kath. Kirche
- Römisch-katholische Friedhofskapelle Szent Kereszt, erbaut 1856
- Serbisch-orthodoxe Kirche Szent Demeter

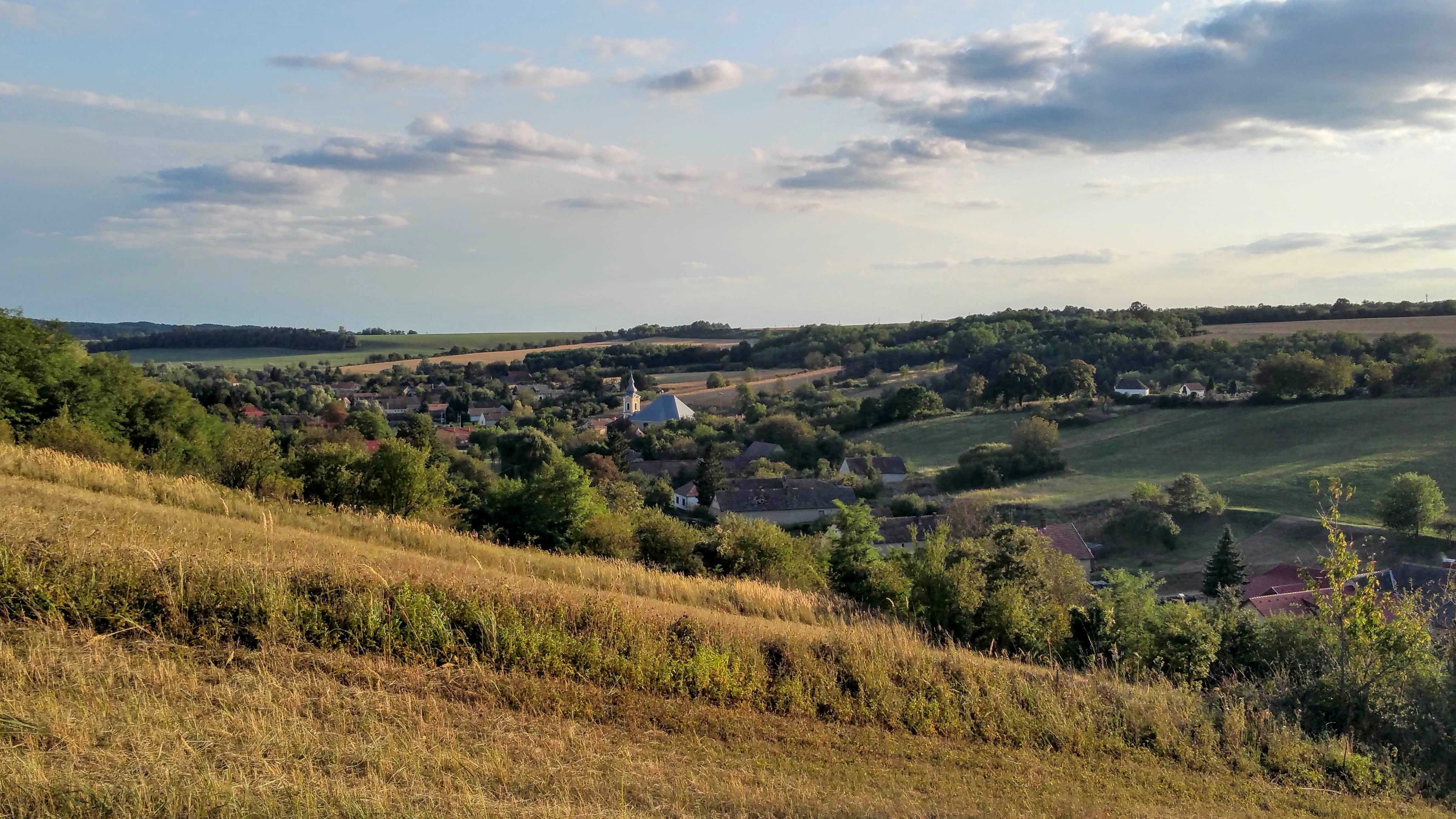
Blick auf Erdősmecske
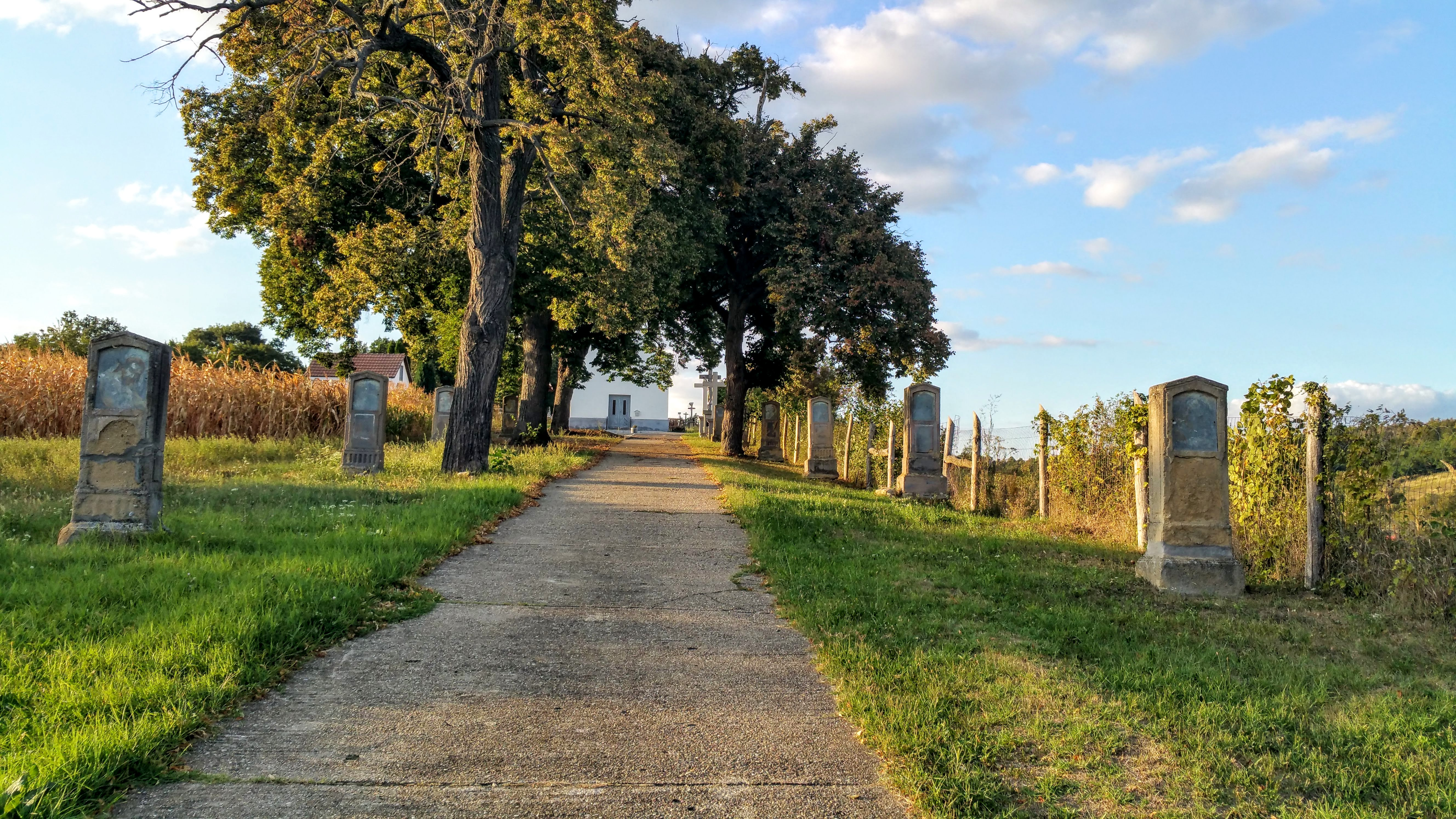
Kalvarienberg
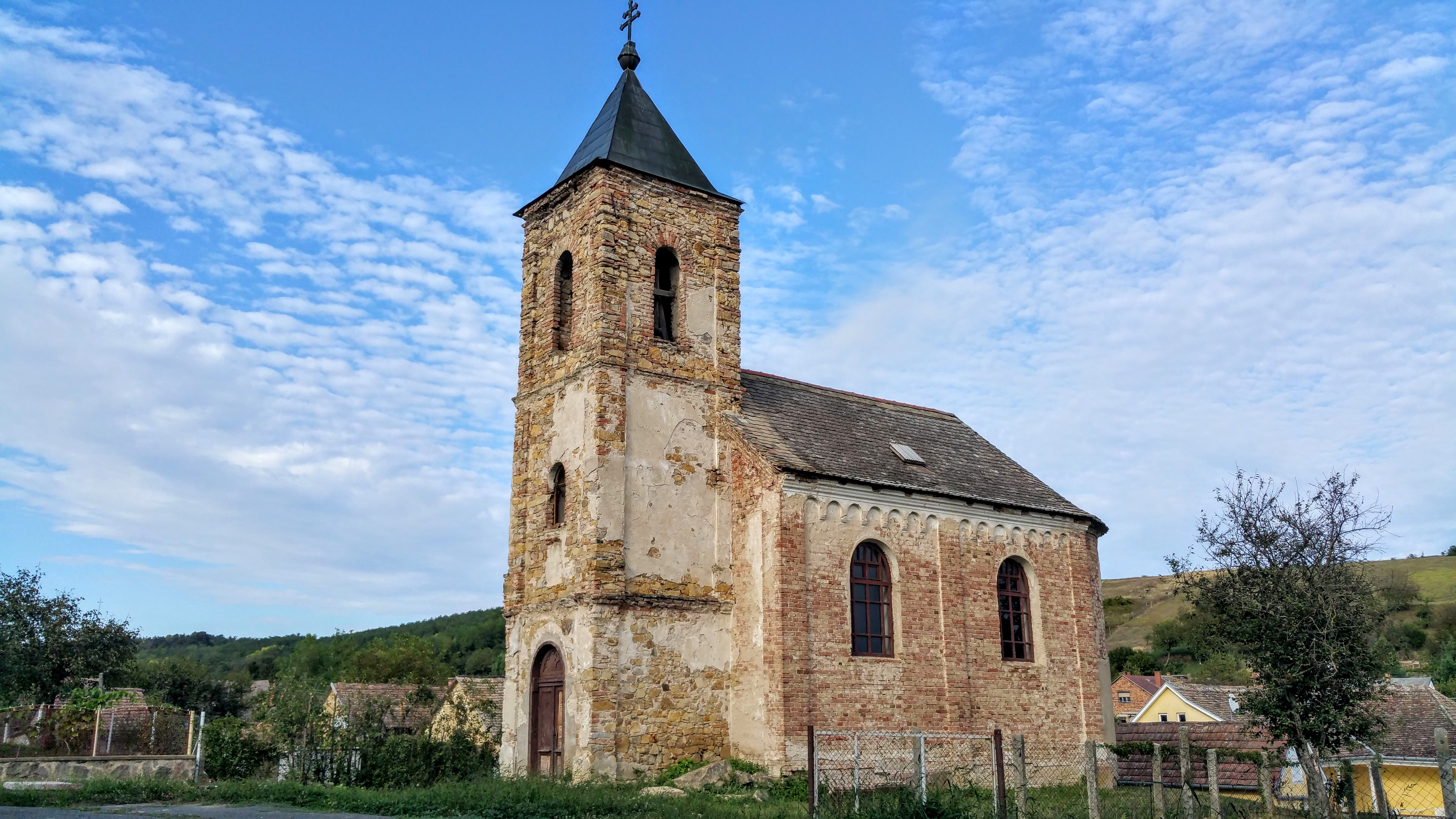
Serbisch-orthodoxe Kirche Szent Demeter
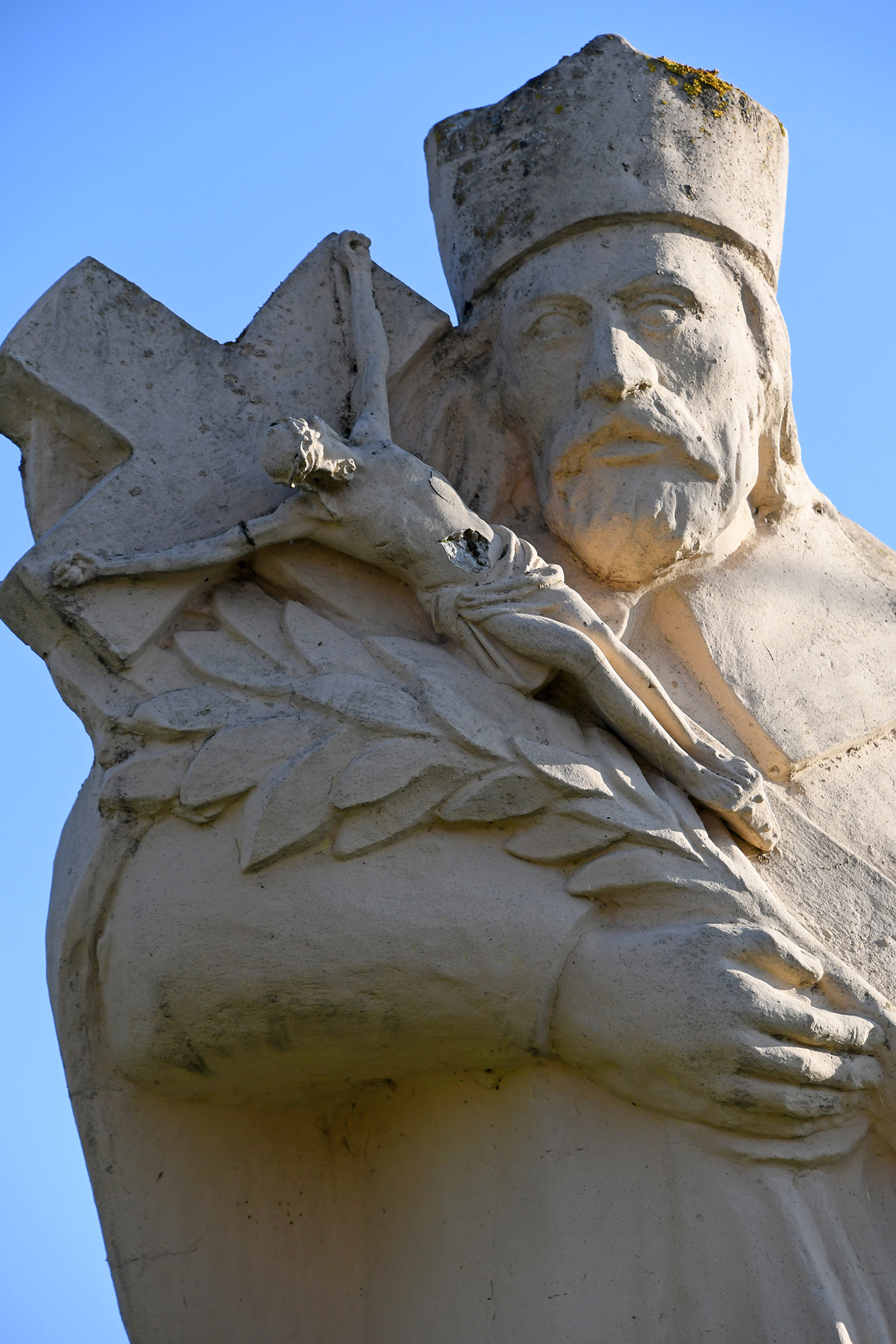
Nepomuki-Szent-János-Statue
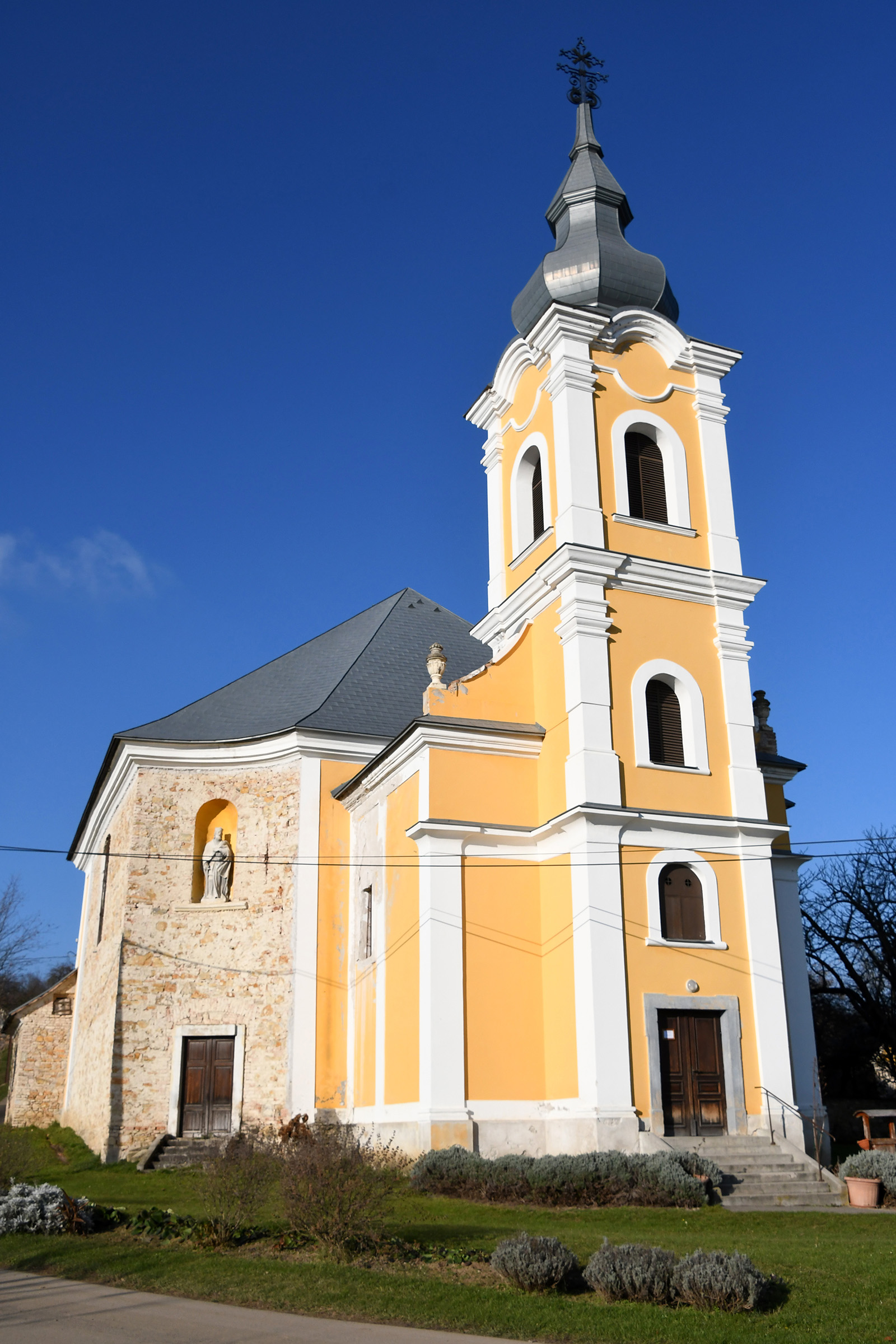
Röm.-kath. Kirche Kisboldogasszony
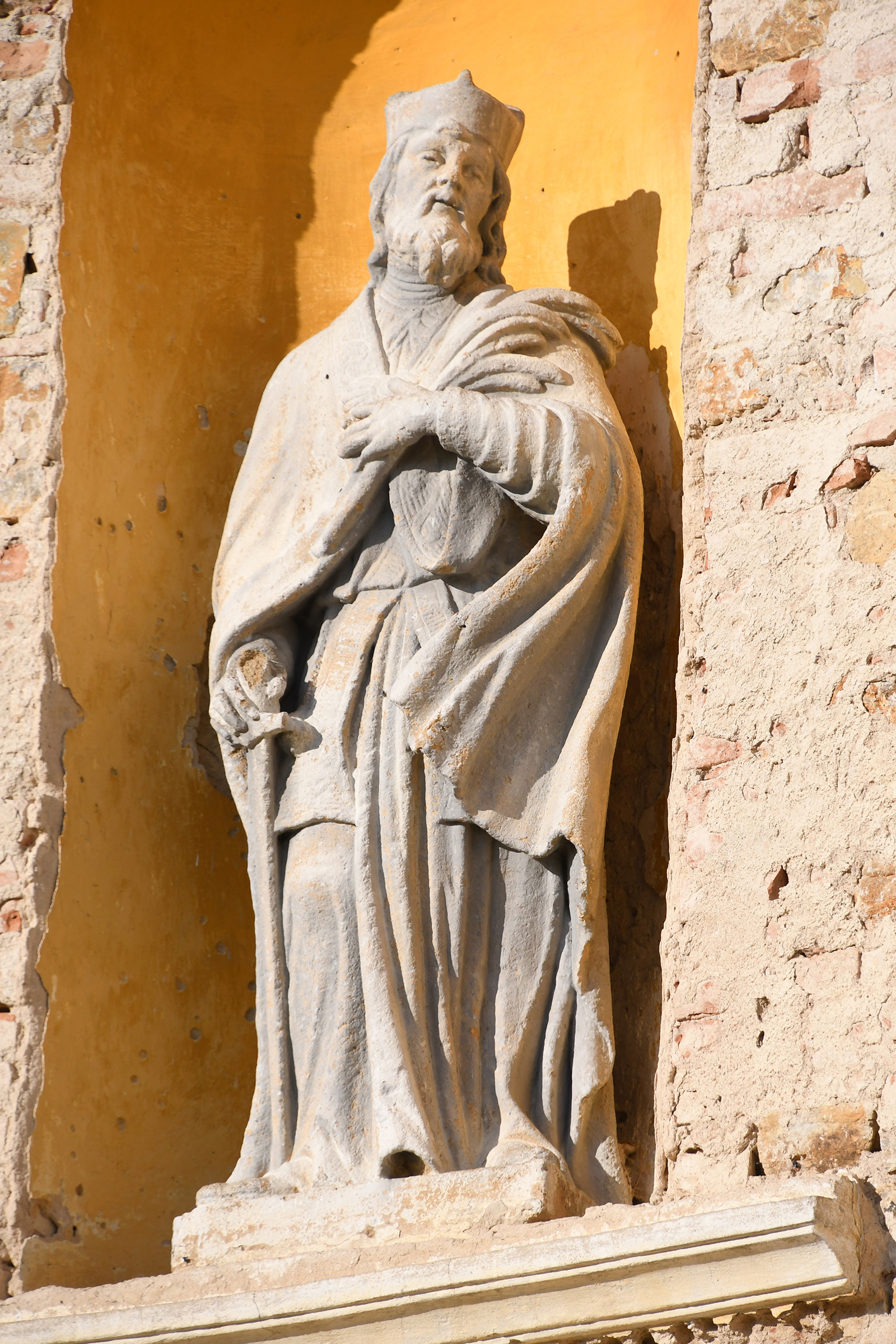
Szent-Pál-Statue

## Verkehr
Erdősmecske ist nur über die Nebenstraße Nr. 56106 zu erreichen. Es bestehen Busverbindungen über Lovászhetény nach Pécsvárad sowie über Feked und Véménd nach Palotabozsok. Der nächstgelegene Bahnhof befindet sich in Pécs.